# 新聞著作権協議会
一般社団法人新聞著作権協議会（しんぶんちょさくけんきょうぎかい、The Copyright Council of Newspaper Publishers）は、新聞紙面の著作権を管理する団体。一般社団法人日本新聞協会に加盟する新聞社・通信社の有志69社が加盟。略称は「CCNP」、「新著協」。
新聞関連の著作権の保護、著作権尊重の考えを普及することを目的とし、加盟社から委託を受けた新聞著作物の複写利用権（紙面の20部以内の複写に関する権利）契約業務を公益社団法人日本複製権センターに委託している。著作者団体連合、学術著作権協会、出版者著作権管理機構とともに、日本複製権センターを構成している。
利用者は、加盟社の記事を1回につき20部以内複写して社内の会議用などに使う場合、日本複写権センターと包括的な年間利用契約を結ぶことによって、個別の新聞社と連絡をとることなく、著作権法上の問題を生じずに、コピーすることができる。

## 沿革
2002年6月14日、設立総会が東京・内幸町の日本プレスセンタービルで開かれる。新聞協会加盟の新聞・通信社のうち60社が加盟する。
2003年7月18日、日本複写権センターが、同日付で同協議会加盟各社の新聞等の著作物に関する複写権の管理を受託する。

## 各社の対応
企業・団体等での新聞記事の部内資料としての利用に関して、加盟社は、1回につき20部以内については、日本複写権センターと包括的な年間利用契約を促進している。朝日新聞社は、同じ部内資料用でも大部数のコピーについては、本社への連絡と許諾が必要としている
日本経済新聞社は、加盟せずに独自の対応をしている。

## 注
1. ↑  日本複写権センターの概要 Archived 2009年11月11日, at the Wayback Machine. 日本複写権センターサイト内
2. ↑  「新聞著作権協議会」とは?　新聞著作権協議会サイト内
3. ↑  関係記事日本新聞協会サイト内
4. ↑  新聞著作物の複写利用について 日本複写権センターサイト内
5. ↑  記事や写真の転載・利用ご希望の方へ 朝日新聞サイト内
6. ↑  関連ページNIKKEI NETサイト内